# Бібік Валентин Савич
Валентин Савич Бібік (19 липня 1940, Харків — 7 липня 2003, Тель-Авів, Ізраїль) — український композитор, педагог. Заслужений діяч мистецтв України. Професор.

## Життєпис
У 1966 році закінчив Харківський інститут мистецтв імені Івана Котляревського (клас композиції Д. Л. Клебанова).
У 1966–1994 роках викладав у Харківському інституті мистецтв, асистент, з 1971 — старший викладач, у 1990–1994 — професор, завідувач кафедри композиції та інструментування.
З 1968 року — член Спілки композиторів СРСР, у 1989–1994 роках — голова Харківської організації Спілки композиторів України.
У 1994–1998 роках — професор, завідувач кафедри музичного мистецтва Санкт-Петербурзького гуманітарного університету профспілок і професор Санкт-Петербурзької академії мистецтв.
З 1998 року — професор композиції в Академії музики Тель-Авівського університету.
Лауреат Другого міжнародного композиторського конкурсу імені Мар'яна та Іванни Коць за симфонічний твір «Плач і молитва», присвячений пам'яті жертв українського Голодомору 1930-х років (Київ, 1992). Лауреат премії ACUM, «Композитор року» (Ізраїль, 2001).

## Відомі учні
- Гугель Олександр Арнольдович
- Десятников Леонід Аркадійович
- Мужчиль Віктор Степанович

## Твори
Написав близько 150 музичних творів.
| - Симфонія № 1 1966 op.1 - 24 прелюдії і фуги для фортепіано 1968 op.2 - «Песни отчего дома» вокальний цикл для баса і фортепіано на вірші Вл. Луговського і Е.Стюарт 1968 op.3 - Концерт № 1 для фортепіано і симфоничного оркестру 1968 op.4 - Симфонія № 2 1969 op. - Симфонія № 3 1970 op.6 - 2 прелюдії і фуги для фортепіано 1970 op.7 - «Триптих» для хору a'capella (слова народні) 1970 op.8 - «Скерцо» для фортепіано, скрипки і віолончелі 1971 op.9 - Соната № 1 для фортепіано 1971 op.10 - Тріо для флейти, кларнета і валторни 1971 op.11 - Опера «Біг» (перша редакція) 1972 op.12 - «Дума про Довбуша» кантата для хору та інструментального ансамблю (слова народні) 1972 op.13 - Тріо № 1 для фортепіано, скрипки і віолончелі 1972 op.14 - «Акварелі» вокальний цикл для сопрано і фортепіано на вірші A. Волощака 1973 op.15 - 34 прелюдії і фуги для фортепіано 1973—1978 op.16 (a, b, c) - «Детские пьесы» для віолончелі і фортепіано 1974 op.17 - «Вальс» для фортепіано 1974 op.18 duration:~5' - П'ять хорів для хору a'cappella за романом Ю.Бондарєва «Горячий сніг» 1975 op.19 - «Сім мініатюр» для струнного оркестру 1975 op.20 duration:~14' - «Хорові картинки» для хору a'cappella на вірші О.Вишні і С.Васильченка 1975 op.21 - Соната № 2 для фортепіано 1975 op.22 - «Два интермеццо» для баса, флейти і фортепіано на вірші Г.Гдаля 1975 op.23 - Соната № 1 для скрипки і фортепіано 1975 op.24 - Концерт № 2 для фортепіано і симфонічного оркестру 1975 op.25 - «Маленький концерт» для фортепіано, скрипки і віолончелі 1976 op.26 duration:~16' - Прелюдії і фуги для фортепіано 1976 op.27 - Соната № 3 для фортепіано 1976 op.28 - Симфонія № 4 для камерного оркестру 1976 op.29 - Концерт № 1 для скрипки і симфонічного оркестру 1977 op.30 - Соната для альта Solo 1977 op. 31 - Концерт № 1 для флейти і камерного оркестру 1978 op.32 - «Музика для дітей» цикл п'ес для фортепіано 1983 op.33 duration:~14' - Симфонія № 5 1978 op.34 - «Триптих» для альта Solo, струнних і фортепіано 1978 op. - «Контрасти» для двох фортепіано 1978 op.36 - «Meditation» варіації для фортепіано, клавесина і камерного оркестру 1979 op.37 - Симфонія № 6 «Думи мої, думи…» на вірші Т.Шевченка 1979 op.38 - «Сумна кантата» для сопрано, фортепіано, арфи і ударних інструментів на вірші Т.Шевченка 1980 op.39 duration:~8' - Концерт № 2 для скрипки і камерного оркестру 1980 op.40 - Соната № 4 для фортепіано 1981 op.41 duration:~13' - «Хай буде тихо скрізь» хоровий цикл на вірші Г.Гдаля 1981 op.42 - «Ода братству» фуга для хору і органа на вірші І.Драча 1981 op.43 - «Вечірня музика» для тенора, ударних і магнітофона 1981 op.44 - Опера «Біг» 1981 op.12/45 (друга редакція) - Соната № 5 для фортепіано 1982 op.46 duration:~7' - Соната № 6 для фортепіано 1982 op.47 duration: ~15' (друна редакція (перекладення) — соната для баяна Solo) - Партита на тему DSCH для фортепіано, скрипки і віолончелі 1982 op.48 - Соната № 5 для фортепіано 1982 op.49 duration: ~17' - Симфонія № 7 1982 op.50 duration:~28' (Orchestra: Trimpani, Triangolo, Organo; 11 violini, 4 viole, 3 violoncelli, 2 contrabassi) - Концерт № 2 для флейти і камерного оркестру 1983 op.51 (Orchestra: 2 Triangolo, Tom-tom, Gr.Cassa, Tam-Tam, Campana (natur.); piano; violini −7 soli, viole- 2 soli, v-celli- 2 soli, c-basso- 1 solo) - «Дитячі спогади» Концерт для фортепіано и камерного оркестру 1984 op.52 (Orchestra: Tromba in B; 1 esecutore: Triangolo, Tamburo picc., Tam-Tam, Campanelli; Piano solo; violini I, violini II, viole, v-celli, c-bassi) - Концерт № 1 для альта і камерного оркестру 1984 op.53 (Orchestra: Triangolo, Piatto sospeso, cassa, Tam-tam; campanelli, vibrafono; piano; violini 7 soli, viole 2 soli, violoncelli 2 soli, contrabasso) - Прелюдія, фуга і арія на тему BACH для двох фортепіано 1985 op.54 duration: ~14' - «Memoria» для ансамблю віолончелей 1985 op.55 - Концерт № 3 для скрипки і симфонічного оркестру 1985 op.56 (Orchestra: 2 clarinetti (B, A), 2 fagotti, C-fagotto; 4 Corni (F); 3 esecutori: Timpani, Triangolo, Piatto sosp., Gr.Cassa, Tam-Tam, Vibrafono, Campane t., arpa, piano; violini I, violini II, viole, violoncelli, contrabassi) - Шість інтермеццо для фортепіано 1985 op.57 - «Дитячі пісні» кантата для сопрано Solo, дитячого хору і симфонічного оркестру на вірші дітей 1985 op.58 (Orchestra: 2 Fl., 2 Ob., 4 Corni in F; Timp., Triang., Piatto sosp.; arpa, piano; violini I, violini II, viole, v-celli, c-bassi) - «Присвячення» для струнного оркестру 1985 op.59 - «Заветнейшее» вокальний цикл для сопрано і фортепіано на вірші А.Ахматовой 1986 op.60 duration: 17' - Концерт-Симфонія для скрипки, альта і камерного оркестру 1986 op.61 (Orchestra: Oboe Solo, 2 esecutori: Triangolo, Piatto sosp., 3 Tom-toms, Gr.Cassa, Tam-tam; campanelli, campan t.; piano; violini- 6 soli, viole- 2 soli, celli-2 soli, c-basso- 1 solo)* variant of archi- for a Great Hall - Симфонія № 8 1986 op.62 (Orchestra: Fl.piccolo (=III Gr.Fl), 2 Gr.Fl, 2 oboi, C.inglese, 2 Clarinetti, Cl.basso in B, 2 fagotti, C.-Fg; 4 Corni in F, 3 Trombe in B, 4 Trombone, Tuba; Timpani, Piatto sosp., triangolo, 3 Tom-toms, Gr.Cassa, Tam-Tam; celesta (piano), Campanelli, campane t., vibrafono; piano, 2 arpa; sintezator; violini I, violini II, viole, V-celli, c-bassi) - Концерт № 1 для віолончелі і камерного оркестру 1986 op.63 (Orchestra: Clarinetto (muta in Cl.basso) in B; 1 esecutore: Triangolo, Piatto sosp., Gr.Cassa, Tam-Tam, Vibrafono; violini I, violini II, viole, violoncelli, contrabassi) - «Тревожные песни» вокальний цикл для двох альтів і мецо-сопрано на вірші О.Блока 1986 op.64 duration: ~31' - Балет «Гуттаперчивый мальчик» (повесть о несчастном мальчике) 1986 op.65 за однойменною повістю Д. В. Григоровича - «Ноктюрни» вокальний цикл для тенора і фортепіано на вірші А.Фета 1987 op.66 duration: 20-25' - «Прощання» Поэма-Симфонія для хору і камерного оркестру на вірші О.Пушкіна 1987 op.67 (Orchestra: 1 Fl. gr. (=Fl.picc.= Fl. c-a in C), 1 ob. (= C.inglese) , 1 Corno in F; 1 esecutore: Triangolo, Piatti sosp. (Piatti), Cow-bell, Blocco di legno, 3 Tom-toms, Gr.Cassa, Tam-Tam, flessatone, vibrafono, campane tub.; piano; Coro (S. A. T. B.); viole — 4 pulti, v-cello- 3 pulti, c-basso- 1 pult) - Концерт для органа і камерного оркестру 1988 op.68 - «Andante» для скрипки і органа 1988 op.69 - Соната № 8 для фортепіано 1988 op.70 duration: ~18' - Соната № 1 для скрипки і фортепіано (друга редакція) 1988 op.24/71 duration:~22' - Соната № 1 для альта і фортепіано 1988 op.72 duration:~20' - «Эхо» камерна кантата для сопрано, органа і ударних інструментів на вірші О.Блока 1988 op.73 duration: ~12' - Симфонія-Концерт для кларнета и камерного оркестру (для кларнета Solo, волторни, фортепіано, ударних і струнного оркестру) 1989 op.74 (Orchestra: corno solo in F; Triangolo, Piatto s., 3 tom-toms, Gr.Cassa, Tam-Tam, Vibrafono, Campane t.; piano; Clarinetto in B solo; violini I −3 pulti, violini II −2 pulti, viole- 2 pulti, violoncelli- 2 pulti, contrabasso- 1 pult) - Симфонія № 9 «Pastorale» 1989 op.75 (Orchestra: Fl.piccolo (=III Gr.Fl), 2 Gr.Fl (1 Gr.Fl=Fl. c-a in F), 2 oboi, C.inglese (=III Ob), 2 Clarinetti in B, Cl.basso in B, 2 fagotti, C.-Fg; 4 Corni in F, 3 Trombe in B, 3 Trombone, Tuba; Timpani, triangolo, Piatto sosp., Gr.Cassa, Tam-Tam, Campanelli, vibrafono, marimbofono, campane t., arpa, piano; violini I, violini II, viole, v-celli, c-bassi) - Тріо № 2 для фортепіано, скрипки и віолончелі 1989 op.76 - «Элегічна музика» для альта і фортепіано Solo і симфонічного оркестру 1990 op.77 (Orchestra: 2 Gr.Flauti (Fl.I =Fl.c-a in F), 2 clarinetti in B, Cl.basso in B, 2 fagotti; Corno in F; 2 esecutori: Triangolo, Piatto sosp., Gr.Cassa, Tam-Tam, Campanelli, Vibrafono, Campane tub.; violini I, violini II, viole, v-celli, c-bassi) - Камерна Симфонія для камерного оркестру 1990 op.78 (Orchestra: Flauta (=fl. picc.= Fl. c-a in G), Oboe, Clarinetto in B = (Cl.Basso in B), Fagotto; Corno in F, Tromba in B, Trombone; 2 esecutori: Timpani, Triangolo, Tamburino, Piatto s., 3 Tom-toms, Tam-Tam, Celesta, Campanelli, Vibrafono, Campane t.; arpa, piano; violino, viola, 2 violoncelli, C-basso) - Соната № 9 для фортепіано 1990 op.79 duration:~ 20' - Соната № 1 для віолончелі і фортепіано 1990 op.80 - Квартет № 1 для двох скрипок, альта і віолончелі 1990 op.81 - «Час души вечерней…» для двох фортепіано і ударних інструментів 1990 op.82 - Симфонія для мецо-сопрано і симфонічного оркестру на вірші M.Цвєтаевої 1990 op.83 (Orchestra: Fl.picc= Gr. Fl. III, 2 Gr.Fl. (2 Gr.Fl.= Fl. c-a in F), 2 Oboi, C.inglese in F, 2 clarinetti in B, Cl.basso in B (=III Cl in B), 2 fagotti, C-Fg; 4 Corni in F, 3 Trombe in B, 3 Tromboni, Tuba; Timpani, Triangolo, Wood-block, Temple blocks, Claves, 3 Tom-toms, Piatto sosp., Gr.Cassa, Tam-Tam, flexaton, Campanelli, vibrafono, campane t., campane n.; chitarra bassa; arpa, piano; mezzo-soprano Solo; violini I (8 pulti), violini II (7 pulti), viole (5 pulti), v-celli (5 pulti), c-bassi (4 pulti)) - Концерт для органа Solo 1991 op.84 duration: ~13' - Соната № 2 для віолончелі і фортепіано 1991 op.85 duration: ~20' - Симфонія для сопрано і симфонического оркестру на вірші Й.Бродського 1991 op.86 - «Три фрески» для камерного оркестру 1992 op.87 (Orchestra: violini I −5 soli (pulti), violini II −4 soli (pulti), viole- 3 soli (pulti), violoncelli- 3 soli (pulti), contrabassi (желательно 2-3 c-bassi)) - «Туманная боль» вокальный цикл для сопрано (мецо-сопрано) і фортепіано на вірші О.Мандельштама 1992 op.88 duration: ~13-14' - «Плач і молитва» для симфонічного оркестру 1992 op.89 (Orchestra: Fl.piccolo=III Gr.Fl, 2 Gr.Fl, 2 oboi, C.inglese, 2 Clarinetti in B, Cl.Basso in B, 2 fagotti, C-Fg.; 4 Corni in F, 2 Trombe in B, 3 Tromboni, Tuba; Timpani, Triangolo, Piatto sosp., Gr.Cassa, Tam-Tam, vibrafono, campane t.; arpa, piano; violini I (16), violini II (14), viole (10), v-celli (10), c-bassi (8)) duration:~22' - «Отзвуки» Концерт для симфонічного оркестру 1992 op.90 (Orchestra: Fl.piccolo=III Gr.Fl, 2 Gr.Fl, 2 oboi, C.inglese, 2 Clarinetti in B, Cl.Basso in B, 2 fagotti, C-Fg.; 4 Corni in F, 3 Trombe in B, 3 Tromboni, Tuba; Timpani, Triangolo, Piatto sosp., Wood-block, Gr.Cassa, Tam-Tam, vibrafono, campane t.; arpa; violini I, violini II, viole, v-celli, c-bassi) - «К Тебе обращаюсь, Г-ди…» (Psalm 25 Jewish /Western Christian =Psalm 24 Russian) для сопрано і інструментального ансамблю 1992 op.91 (Gr.Fl. =(Fl c-a in F), Ob. =(C.inglese); 4 Tromboni; 2 esecutori: Timpani, Tam-Tam, Campanelli, vibrafono, campane n., campane t.; piano, arpa; Soprano Solo) - Квінтет для дерев'яних духових інструментів 1992 op.92 (Flute, Oboe, Clarinet, Basson and Horn) - «Размышление на горе Оливной» для камерного оркестру 1993 op.93 (Orchestra: Flauto =(fl c.-a. in G), Oboe, Clarinetto in B = (Cl.Basso in B), Fagotto; 2 esecutori: Timpani, Triangolo, Piatto sosp., claves, Blocco di legno, 3 Tom-toms, Tam-Tam, Flessatono, Vibrafono, Campane t., Campana naturale; arpa, piano; violino, viola, violoncello, C-basso) - «Зеленый квадрат» для скрипки, віолончелі, фортепіано і камерного оркестра 1993 op.94 - Концерт (літургійний) для скрипки, віолончелі і камерного оркестру 1993 op.95 (Orchestra: Gr.Flauto; 2 esecutori: Timpani, Triangolo, Piatto sosp., Flessatono, 3 Tom-toms, Tam-Tam; Vibrafone, Campane t.; piano; violini I −6 soli (pulti), violini II −5 soli (pulti), viole- 4 soli (pulti), violoncelli- 3 soli (pulti), contrabasso- 1 solo (pult)) - «Летняя музыка» (Камерна Симфонія) для камерного оркестру 1993 op.96 (Orchestra: Triangolo; violini I — 6 soli, violini II — 5 soli, viole- 4 soli, Violoncelli- 3 soli, contrabasso) duration:~20' - «Dies irae» 39 вариацій для фортепіано 1993 op.97 duration:~20' - Соната № 10 для фортепіано 1993 op.98 duration:~16' - «Premonitious» вокальний цикл для мецо-сопрано, скрипки, фортепіано, кларнета і ударних інструментів на вірші О.Блока 1993 op.99 duration: ~17' (існує 2 редакції твору з/без ударних інструментів; друга частина циклу може виконуватися окремо, як самостійний твір, и тоді має назву «Белой ночью») - «Осіння музика» для двох кларнетів Solo 1993 op.100 - Симфонія № 10 1994 op.101 (Orchestra: Fl.piccolo- (II Gr.Fl=Fl. c-a in F III Gr.Fl.=Fl.picc), 2 oboi, Corno inglese, 2 Clarinetti in B (2 Clarinetti in A), Cl.basso in B (=III Cl. in B), 2 fagotti, C.-Fg; 4 Corni in F, 3 Trombe in B, 3 Tromboni, Tuba; 5 esecutori: Timpani, Crotali, Triangolo, Piatto sosp., 3 Tom-toms, Cassa, Tam-Tam, flessatono, Campanelli, celesta, vibrafono, campane t., campane n. ; arpa, piano; violini I, violini II, viole, v-celli, c-bassi) duration:~37' - «Пресветлый светильниче» вокальний цикл для мецо-сопрано и фортепіано на вірші Г.Айгі 1994 op.102 duration: ~22' - «Скорботна музика» для скрипки і віолончелі 1994 op.103 duration:~7' - Концерт № 2 для альта и симфоніческого оркестру 1994 op.104 (Orchestra: 2 Gr.Flauti (fl.II=Fl.c-a in C), 2 Oboe, 2 clarinetti in B (Cl II= Cl.basso in B), 2 fagotti; 2 Corni in F, 1 Tromba in B, 1 Trombone, tuba; 2 esecutori: Piatto sosp., maracas, 3 Bongos, 3 Tom-Toms, Gr.Cassa, Tam-Tam, vibrafono, marimba, campane t., 3 campane n.; piano; violini I, violini II, viole, v-celli, c-bassi) duration:~35' - «Скорботна музика» для скрипки і фортепіано 1994 op.105 duration: ~10' - «Звоны» Концерт для оркестру російських народних інструментів 1995 op. 106 - «Вальс» для оркестру російських народних інструментів 1995 op. 107 - «Девочьи песни» вокальний цикл для народного голосу і оркестру російських народних інструментів (друга редакція -для мецо-сопрано і камерного оркестру) на тексти російських народних пісень 1995 op.108 duration: ~27' - Концерт для валторни і симфонічного оркестру 1995 op. 109 - «Тишина-Предупреждение» Концерт для хора a'cappella на вірші Г.Айгі 1995 op.110 duration: 39' - Соната № 2 для скрипки і фортепіано 1995 op.111 - «К Ангелу Александрийской колонны» Партита для двох віолончелей Solo 1995 op.112 - Концерт для контрабас-балалайки з оркестром російських народних інструментів 1995 op.113 - Two Psalms of David для сопрано, кларнета, скрипки і фортепіано 1996 op.114 duration: 14' (дві редакції: англійською та російською мовами) Psalm 19 Jewish /Western Christian =Psalm 18 Russian Psalm 25 Jewish /Western Christian =Psalm 24 Russian «Potpourri» на російські теми для полного складу духового оркестра 1996 op.115 (Orchestra: Fl.pic., Gr.Fl. I (3), Gr.Fl. II (2), 1 Oboe, Clarinetti in B I (4), Cl-tti II (3), Cl-tti III (3), Saxofono-alti (Es) (2), Saxofono-tenore (B) (2), Saxofono-baritone (Es) (1); Corni in F (2), Trombe in B I (4), Trombe II (3), Trombe III (3), Tromboni (3); 3 esecutori: Timpani, Piatto sosp., Triangolo, Wood-block, Tamburino, Cow-bell, Tambur.picc., Tom-toms, Gr.Cassa, Tam-Tam, Campanelli, silofono, vibrafono; jazz-batteria; baritone in B (1), Tube (3)) duration:~14' - Квартет № 2 для двох скрипок, альта і віолончелі 1996 op.116 duration: ~21' - «Музыка об ушедшем» для струнного оркестру 1996 op.117 - «Голошение» для Oboe Solo 1996 op.118 - «Гармонии тишины» для флейты, скрипки и фортепиано 1996 op.119 duration:~5' - «Наигрыши деревенской улицы» для скрипки і оркестру російських народних інструментів 1997 op.120 - Камерна Симфонія для камерного оркестру (для 18 исполнителей) 1997 op.121 (Orchestra: 1 Gr.Flauto (=Fl.picc., Fl c-a in G), 1 oboe (=Corno inglese), 1 clarinetto in B (=Cl-tto basso in B), 1 Fg-tto (=C-Fg-tto); 1 corno in F, 1 tromba in B, 1 Trombone; 2 esecutori: Crotali, 3 triangoli, 3 Piatti sosp., Cow-bell, Wood-block, temple-blocks, 3 tom-toms, Gr.Cassa, tam-tam, flessatono, Campanelli, Vibrafono, Campane tub., Campana natur.; arpa, celesta, piano; 2 violini I, 1 violino II, 1 viola, 1 v-cello, 1 c-basso) duration:~30' - «Роспевы» для Alto-Saxophone, фортепіано і ударних інструментів (4 виконавця) 1997 op.122 duration:~12' (4 esecutori: 2 Crotales, 3 Triangle, Cymbals, Wood Blocks, 3 Bongo Drums, 3 Tom-Toms, Bass Drum, 2 Tam-Tams(grand, media), Chimes, Vibraphone, Bells) - Симфонія № 11 1998 op.123 (Orchestra: 3 Gr.Fl (III Gr.Fl=Fl.picc) (II Gr.Fl=Fl c-a in F), 2 oboi, Corno inglese in F, 2 Clarinetti in B, Cl.basso in B, 2 fagotti, C.-Fg; 4 Corni in F, 3 Trombe in B, 3 Tromboni, Tuba; 6 esecutori: Timpani, 3 Crotali, 3 Triangoli, Piatto sosp., 3 Temple bloc., 3 Bongos, 3 Tom-toms, 2 Cow-bells, flexatono, tamburine picc., Gong, Gr.Cassa, 2 Tam-Tams (Medio, grande), Campanelli, celesta, tubofono, vibrafono, campane t., 2 campane n. ; arpa, piano; sintezator; violini I, violini II, viole, v-celli, c-bassi) - Соната № 3 для скрипки і фортепіано 1998 op.124 Тріо № 3 для фортепіано, скрипки і віолончелі 1998 op.125 duration: ~23' - «Музика пам'яті Альфреда Шнітке» для инструментального ансамблю (для 13 виконавців) 1998 op.126 (Orchestra: Gr.Flauto =(fl. picc.), Oboe, Clarinetto in B = (Cl.Basso in B), Fagotto; 1 esecutore: Crotali, 2 Triangoli, 3 Tom-toms, Tam-Tam, Vibrafono, Campane tub.; piano; violini I (2), violini II (1), viola (1), violoncello (1), C-basso (1)) duration:~10' - Тріо для кларнета, віолончелі і фортепіано 1998 op.127 duration: ~18' - «Знаки» Соната для кларнета і фортепиано 1999 op.128 duration:~17' - «I'm applaying to you…» для органа Solo 1999 op.129 duration: ~15' (Psalm 25 Jewish /Western Christian =Psalm 24 Russian) «Музика ABR» для симфонічного оркестру 1999 op.130 (Orchestra: 1 Flauta, 2 oboi, 2 fagotti ; 2 Corni in F; cembalo; violini I, violini II, viole, v-celli, c-bassi) - «Эхо» для інструментального ансамблю (для 13 виконавців) 1999 op.131 (Orchestra: Flauta, Oboe, Clarinetto in B, Fagotto; Corno in F, Tromba in B, Trombone; 1 esecutore: [Timpani], 2 Triangoli, Piatto sosp., 3 Tom-toms, Tam-Tam, Vibrafono; piano; violino, viola, violoncello, C-basso) duration:~9' - «Appeal…» для Alto-Saxophone і струнного оркестру 1999 op.132 (saxofono-alto in Es; violini I, violini II, viole, V-celli, c-bassi)133. «Ранняя музыка…» для двох фортепіано 1999 op.133 duration: 11' - Квартет № 3 для двох скрипок, альта і віолончелі 1999 op.134 «About time» Концерт для Кларнета и симфонічного оркестру 1999 op.135 -A (Orchestra:1 Flauto, 1 oboe-C.inglese; 1 fagotto; 1 Tromba in B,1 Trombone; 1 esecutore: 2 Piatti sospesi (s, t), 3 tom-toms, cow-bell, Tam-Tam, Campanelli, Flessatono, vibrafono, Campane tubolari; piano; Clarinetto in B solo; violini I −3 soli (3 pulti), violini II- 2 soli (2 pulti), viole- 2 soli (2 pulti), violoncelli- 2 soli (2 pulti), contrabassi- 2 soli (1 pult)) - «Звуки ночного города» для кларнета Solo 1999 op.135-B duration: 8' - Соната № 2 для альта Solo 1999 op.136 duration: ~16' - Соната № 2 для альта і фортепіано 2000 op.137 - «Symbols» Концерт № 3 для фортепіано і камерного оркестру 2000 op.138 (Orchestra:1 Flute, 1 Clarinet in B; 1 Fagot; 1 esecutor: 2 Triangles, 2 Cow-bells, 2 Suspended cymbals, 3 Bongos, Bass drums, Tam-Tam, Vibraphone, Bells; violins I, violins II, violas, violoncellos, Double-basses) duration:~25' - «Высказывание» для флейты, вибрафона, контрабаса 2000 op.139 duration:~10' - «Из тишины…» для скрипки, альта і виолончелі 2000 op.140 duration: 13' (performing attacca in 5 parts: 1 prelude 2 fugue 3 rhythmes 4 postlude 5 enlightenment) - Концерт № 3 для флейти і симфонічного оркестру «Зі світла й тиші …» («From light and quiet …») 2000 op.141 (Orchestra: 2 oboes; 2 clarinetes in B, 2 Bassoons; 3 French horns in F, trumpet in B, Trombone, tuba; 2 esecutori: 3 triangles, Wood-block, Cymbals sosp., 3 tom-toms, temple-block, cow-bells, Bass drum, tam-tam; vibraphone, bells; piano; violins I 4 pulti, violins II- 3 pulti, violas— 2 pulti, violoncellos— 2 pulti, contrabasses— 1 pult) duration:~23' - Psalm № 25 Jewish (Hebrew) 2000 op.142 для сопрано, флейти, гобоя, ударних (2 виконавця) і фортепіано duration: 5' - «Sounds and Harmonies» для альта и фортепіано 2001 op.143 - Концерт № 2 для віолончелі і камерного оркестра 2001 op.144 duration:20' (Orchestra: flauta, oboe=(C.inglese), Clarinet in B=(Cl.basso in B), Fagotto; Corno in F, Tromba in B, Trombone, Tuba; 2 esecutores: 3 Crotali, 3 triangoli, Campanella naturale, Piatto sosp., Flesatono, 3 Cow-bells, 3 bongos, 3 Tom-toms, Cr.Cassa, Tam-Tam, Campanelli, Vibrafono, Campane tub., Brake drum=(campana Russo); piano; cello solo; violin I 2 Soli, violin II 1 Solo, viola 1 Solo, v-cello 1 Solo, c-basso 1 Solo) - «Наваждение» для флейти і баяна 2001 op.145 - «Belling way» для симфонічного оркестру 2002 op.146 (Orchestra: 2 Flauti, 2 oboi, 2 Clarinetti in B (Cl II=Cl.basso in B), Saxofono-alto in es, 2 fagotti (Fg II=C-Fg); 2 Corni in F, 2 Trombe in B, Trombone, Tuba; 3 esecutore: 3 Crotali, 3 triangoli, 3 Piatti sosp.,maracas, 3 Bongos, Temple blocks, 3 Tom-toms, Gr.Cassa, 2 Gonghi, Tam-Tam, Campanelli, vibrafono, campane tub., campane natur.; arpa, piano; violini I, violini II, viole, v-celli, c-bassi) - «Вечірня музика» для скрипки і гітари Solo та камерного оркестру 2002 op.147 (Orchestra: 1 flauto(=fl c.-a. in F), 1 Oboe, 2 Clarinetti in B (cl II=Cl.Basso in B), 1 Fagotto; 2 corni in F; 1 esecutore: Triangolo, 2 Piatti sospesi, 2 Bongos, 3 Tom-toms, Gr.Cassa, Tam-Tam, Vibrafono, Campane tub.; piano; Violino solo, Chitarra solo; violin I 3 Soli, violin II 3 Solo, viole 2 Soli, v-cello 2 Soli, c-basso 1 Solo) - Квартет № 4 для двох скрипок, альта і віолончелі 2002 op.148 - «Звоны и напевы» для фортепіано 2002 op.149 duration:~8-10' - Квартет № 5 для двох скрипок, альта і віолончелі 2002 op.150 - «Passacaglia» для скрипки, альта, віолончелі і органа 2002 op.151 - Прелюдія No.VIII Дм. Шостакович-В.Бібік (Orchestra: Fl., Ob., Cl. (A), Fg., Corno, Tr-ba, Tr-bon; piano; v-n, v-la, v-c, c-b) - «The strain» Тріо для кларнета in B, тромбона і віолончелі - Toccatta для фортепіано - «Recitativo» для альта Solo |